# Kościół Chrześcijan Baptystów w Ełku
Kościół Chrześcijan Baptystów w Ełku – kościół baptystyczny w Ełku, zbudowany w roku 1905 lub 1908 w stylu neogotyckim na planie prostokąta. Od 10 marca 1989 wpisany do rejestru zabytków.
Mieści się w Centrum przy Parku Solidarności przy ul. 3 Maja 8.
Na elewacji kościoła widnieje napis: Od cieni i pozorów do prawdy.
W 2005 ełccy baptyści obchodzili setną rocznicę budowy kościoła, pomimo wątpliwości odnośnie do daty powstania świątyni.
W 2012 władze Ełku oraz MSWiA przeznaczyły kilkadziesiąt tysięcy złotych na remont zniszczonego dachu.